# Strašín
Strašín település Csehországban, a Klatovyi járásban. Strašín Nicov, Vacov, Nezdice na Šumavě, Soběšice, Žihobce, Nová Ves és Drážov településekkel határos. Lakosainak száma 311 fő (2024. január 1.).

## Népesség
A település lakosságának változását az alábbi diagram mutatja:
| Lakosok száma | 1202 | 1406 | 1352 | 749  | 475  | 331  | 329  | 314  | 306  | 311  |
|               | 1869 | 1900 | 1921 | 1961 | 1980 | 2011 | 2016 | 2019 | 2021 | 2024 |